# جاك فاوست
جاك فاوست (بالإنجليزية: Jack Faust)‏ هو صحفي ومحامي أمريكي، ولد في 16 يونيو 1932 في بورتلاند في الولايات المتحدة.